# Кенсуат
Кенсуат (каз. Кеңсуат) — село в Акжаикском районе Западно-Казахстанской области Казахстана. Входит в состав Есенсайского сельского округа. Код КАТО — 273249300.

## Население
В 1999 году население села составляло 566 человек (276 мужчин и 290 женщин). По данным переписи 2009 года, в селе проживали 503 человека (261 мужчина и 242 женщины).